# Banesh Hoffmann
Banesh Hoffmann (* 6. September 1906 in Richmond, North Yorkshire; † 5. August 1986) war ein britischer Mathematiker und Physiker.

## Leben
Hoffmann studierte Mathematik und theoretische Physik an der Universität Oxford und ab 1929 an der Princeton University, wo er 1932 bei Oswald Veblen über projektive Relativitätstheorie promoviert wurde. 1935 bis 1937 war er am Institute for Advanced Study bei Albert Einstein. Hier entstand die gemeinsame Arbeit mit Einstein und Leopold Infeld über die genäherten Bewegungsgleichung von N punktförmigen Körpern in der Allgemeinen Relativitätstheorie (Einstein-Infeld-Hoffmann-Gleichung), die ihn bekannt machte. Ab 1937 war er am Queen’s College der City University of New York, wo er 1952 Professor wurde und in den 1960er Jahren emeritierte, aber noch bis in die 1970er Jahre Vorlesungen hielt.
1947 war er erneut am Institute of Advanced Study bei Einstein.
Er ist Verfasser einer Einstein-Biographie und eines Bandes von Erinnerungen an Einstein mit Helen Dukas, der ehemaligen Sekretärin von Einstein.
1964 erhielt er den Preis der Gravity Research Foundation. 1973 erhielt er den Science Writing Award des American Institute of Physics. Er war Fellow der American Physical Society und der American Mathematical Society. Außerdem war er Mitglied der New York Academy of Sciences.

## Schriften
- Albert Einstein, Creator and Rebel, Viking Press 1979 (unter Mitarbeit von Helen Dukas)
  - Deutsche Ausgabe Albert Einstein. Schöpfer und Rebell, Dietikon-Zürich, Belser 1976
- mit Helen Dukas Albert Einstein, the human side: New glimpses from his archives, Princeton University Press 1979
- Erinnerungen an Einstein in Harry Woolf (Herausgeber) Some strangeness in proportion, Addison-Wesley 1979
- Einsteins Ideen: das Relativitätsprinzip und seine historischen Wurzeln, Spektrum Akademischer Verlag 1988
- Relativity and its roots, Scientific American Books, Freeman 1983
- About vectors, Dover 1975
- The tyranny of testing, New York, Crowell-Collier 1962
- The Strange Story of the Quantum, New York, Dover Publications 1947